# Abdelhak Mansour
Pour les articles homonymes, voir Mansour.
Abdelhak Mansour (en arabe : عبد الحق منصور) est un footballeur algérien né le 4 mars 1985 à Bordj Bou Arreridj. Il évoluait au poste d'arrière gauche.

## Biographie
Abdelhak Mansour évolue en première division algérienne avec les clubs du CA Bordj Bou Arreridj, de l'USM Annaba et du CRB Aïn Fakroun. Il dispute un total de 164 matchs en première division, inscrivant quatre buts.

## Palmarès
CA Bordj Bou Arreridj
- Coupe d'Algérie :
  - Finaliste : 2008-09.

- Championnat d'Algérie D2 (1) :
  - Champion : 2011-12.